# Dreizeiler
Ein Dreizeiler (auch Tristichon oder Terzett) ist in der Verslehre eine aus drei Versen bestehende Strophen- oder Gedichtform. Bei gereimten Formen bestehen die möglichen Reimschemata entweder aus einem Reimpaar mit Waisenzeile (Reimschema meist [axa], seltener auch [xaa] oder [aax]), sowie gleicher Reim ([aaa]).
Bekannte Formen dreizeiliger Strophen sind in der italienischen Dichtung Ritornell und die Terzinenstrophe als klassische Strophe in Dantes Divina Commedia.
Die Terzinenform kann als Beispiel für über die einzelne Strophe hinausgreifenden Reimverknüpfung dienen: Der Reim des alleinstehenden Verses wird als Paarreim im folgenden Vers aufgegriffen usw.:
[aba bcb cdc ded …]
Im Abschluss kann dann wieder der Reim des Reimpaars der ersten Strophe aufgegriffen werden, bei vier Strophen ergäbe sich dadurch das Reimschema
[aba bcb cdc dad].
Alternativ kann mit einer sogenannten Waisenterzine geschlossen werden:
[aba bcb cdc dxd].
Ebenfalls zu den Dreizeilern gehören die beiden abschließenden Terzette im Sonett. Für deren Reimschema gibt es zahlreiche Varianten, zunächst der Terzinenform entsprechend [aba bab] und außerdem:
[aab ccb]
[abc abc]
[aab bcc]
[abc cab]
und so weiter.
In der französischen Dichtung gibt es das Tercet als Nachbildung der Terzine im 16. Jahrhundert bei Baïf, Jodelle und Desportes, im 19. Jahrhundert bei Gautier und Banville und im 20. Jahrhundert bei Aragon und Éluard.
Beispiele für einreimige Dreizeiler (tercets monorimes) gibt es in der mittelfranzösischen lyrischen und dramatischen Dichtung und in der Neuzeit bei Auguste Brizeux (La fleur d'Or).
Im deutschen Volkslied ist der Dreizeiler relativ selten. Ein Beispiel ist:
Gar hoch auf jenem berge,

da stet ein rautenstreuchelein

gewunden aus der erden.
In der deutschen Kunstdichtung erscheinen Dreizeiler verstreut in den Gedichten von Brentano, Liliencron, Heym, Trakl und Loerke.
In den außereuropäischen Literaturen ist das bekannteste Beispiel das japanische Haiku, das eigentlich ein in drei Wortgruppen gegliedertes einzeiliges Gedicht ist, in europäischen Übertragungen und Nachbildungen erscheint es jedoch meist als Dreizeiler. Eine weitere ostasiatische dreizeilige Gedichtform ist das koreanische Sijo.